# Curimaná
Curimaná es una localidad peruana, capital de distrito de Curimaná, al noroeste del departamento de Loreto.

## Descripción
Curimaná es una localidad rural, su área periférica es utilizada para agricultura, que suele ser inundada por las lluvias anuales. En 2016 estalló un conflicto social por el control municipal del distrito, y el poblado fue escenario de enfrentamientos que ocasionó la muerte de tres personas y 38 heridos.